# Toledo Blades
Toledo Blades byl profesionální americký klub ledního hokeje, který sídlil v Toledu ve státě Ohio. V letech 1963–1974 působil v profesionální soutěži International Hockey League. Blades ve své poslední sezóně v IHL skončily ve čtvrtfinále play-off. Své domácí zápasy odehrával v hale Toledo Sports Arena s kapacitou 5 230 diváků. Klubové barvy byly černá a žlutá.
Jednalo se o dvojnásobného vítěze Turner Cupu (sezóny 1963/64 a 1966/67).

## Historické názvy
Zdroj: 
- 1963 – Toledo Blades
- 1970 – Toledo Hornets

## Úspěchy
- Vítěz Turner Cupu ( 2× )
  - 1963/64, 1966/67

## Přehled ligové účasti
Zdroj: 
- 1963–1969: International Hockey League
- 1969–1970: International Hockey League (Jižní divize)
- 1970–1971: International Hockey League
- 1971–1974: International Hockey League (Severní divize)